# Episodi di Life on Mars (prima stagione)
La prima stagione della serie televisiva Life on Mars è andata in onda dal 9 gennaio al 13 febbraio 2006 sul canale BBC One. In Italia è stata trasmessa per la prima volta dal 4 aprile 2007 al 9 maggio 2007 dal canale satellitare Jimmy e successivamente in chiaro da Rai 2 dal 7 giugno al 28 luglio 2009.
| nº | Titolo originale | Titolo italiano | Prima TV UK      | Prima TV Italia |
| -- | ---------------- | --------------- | ---------------- | --------------- |
| 1  | Episode 1        | Episodio 1      | 9 gennaio 2006   | 4 aprile 2007   |
| 2  | Episode 2        | Episodio 2      | 16 gennaio 2006  | 11 aprile 2007  |
| 3  | Episode 3        | Episodio 3      | 23 gennaio 2006  | 18 aprile 2007  |
| 4  | Episode 4        | Episodio 4      | 30 gennaio 2006  | 25 aprile 2007  |
| 5  | Episode 5        | Episodio 5      | 6 febbraio 2006  | 2 maggio 2007   |
| 6  | Episode 6        | Episodio 6      | 13 febbraio 2006 | 9 maggio 2007   |

## Episodio 1
- Titolo originale: Episode 1
- Diretto da: Bharat Nalluri
- Scritto da: Matthew Graham

### Trama
Il mondo di Sam Tyler sta per essere mandato all'aria... pochi istanti dopo che la sua ragazza e collega di polizia è sequestrata, Sam è investito da un'automobile. Svenuto, si risveglia nel 1973.

## Episodio 2
- Titolo originale: Episode 2
- Diretto da: Bharat Nalluri
- Scritto da: Matthew Graham

### Trama
Quando Sam scopre che Hunt ha in mente di "procurarsi" delle prove per assicurare la detenzione di un ladro a mano armata, decide di liberarlo.

## Episodio 3
- Titolo originale: Episode 3
- Diretto da: John McKay
- Scritto da: Matthew Graham

### Trama
Sam è coinvolto nelle indagini su un omicidio occorso in una fabbrica tessile, situata là dove - nel 2006 - sarà il suo appartamento da scapolo. Il capo Hunt sospetta di un sindacalista, ma Sam cerca di utilizzare le sue conoscenze di scienza forense per scoprire l'assassino.

## Episodio 4
- Titolo originale: Episode 4
- Diretto da: John McKay
- Scritto da: Ashley Pharoah

### Trama
Sam scopre che molti dei suoi colleghi accettano mazzette da un gangster locale ed è perciò determinato a mettere fine a questo malcostume. Però Hunt sembra non volerlo aiutare. Per capirne il perché, Sam decide di seguire sua madre, che sa avere problemi di denaro.

## Episodio 5
- Titolo originale: Episode 5
- Diretto da: SJ Clarkson
- Scritto da: Tony Jordan

### Trama
Un tifoso di una squadra di calcio è stato assassinato, e Sam teme che questo fatto possa scatenare un'ondata di violenza proprio quando si sta avvicinando il derby locale. Perciò con Hunt organizza un'operazione sotto copertura in un pub per catturare il sospetto omicida. Durante l'indagine, Sam si rende conto che quel derby fu l'ultima partita di calcio che vide in compagnia di suo padre.

## Episodio 6
- Titolo originale: Episode 6
- Diretto da: John Alexander
- Scritto da: Matthew Graham e Ashley Pharoah

### Trama
Sam, convinto che le macchine che stanno tenendo in vita il suo corpo nel suo tempo stiano per essere staccate, è certo che risolvendo un sequestro egli potrà risvegliarsi nel suo presente.

## Episodio 7
- Titolo originale: Episode 7
- Diretto da: SJ Clarkson
- Scritto da: Chris Chibnall

### Trama
Sam ordina che si compia una profonda indagine interna quando uno spacciatore muore mentre era sotto custodia della polizia, ma i suoi colleghi sembrano riluttanti. Durante l'indagine, Sam pensa che potrebbe aver trovato un modo per ritornare indietro al futuro.

## Episodio 8
- Titolo originale: Episode 8
- Diretto da: John Alexander
- Scritto da: Matthew Graham

### Trama
Il padre di Sam, Vic, è sospettato di aver assassinato il commesso di un centro di scommesse. Sam cerca di persuaderlo a non scappare abbandonando la sua famiglia.